# Lim-völgy
A Lim-völgy (horvátul: Limska draga) egy szurdokvölgy Horvátországban, Isztria megyében, az Isztriai-félsziget nyugati részén. A Lim név a latin limesből (határ) ered, utalva ezzel a Római Birodalom egykor itt húzódó határára.

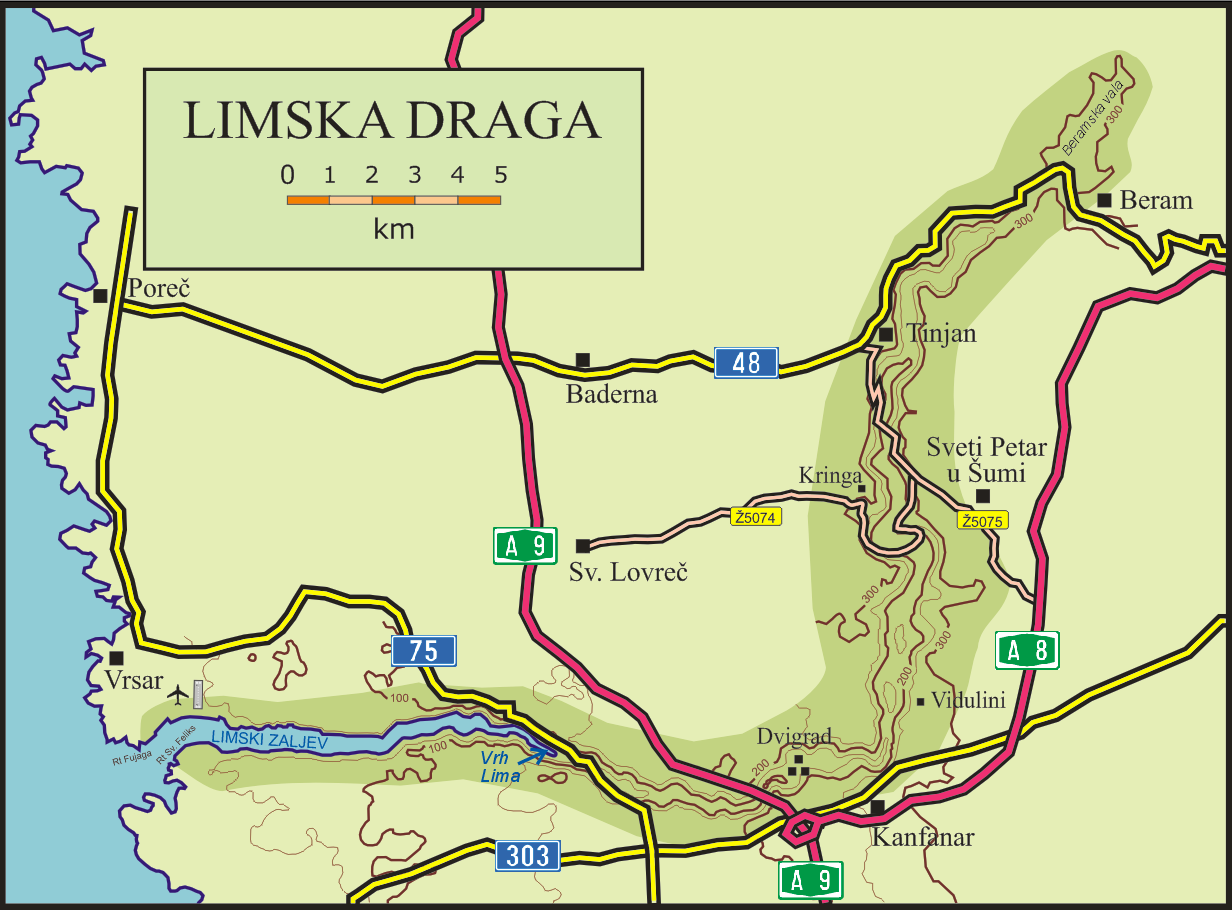
A Lim-völgy és a Lim-öböl térképe

## Leírása
A Lim-völgy Horvátország leghosszabb szurdokvölgye, mely annak az egykor állandó folyómedernek a morfológiai folytatása, amely az isztriai mészkőlemez felemelkedése és a pazini víznyelő kialakulása előtt a mai Pazin városától keletre folyt. Valószínűleg a mai Pazinčica folytatása volt, de később az Orljak-hegy körül egy kiemelkedő flisdomb elzárta a víz áramlását és a mai víznyelő kanyonja felé irányította. 
A szurdok hossza (beleértve a víz alatti részt, a Lim-öblöt) körülbelül 40 km. A Raška draga (beleértve a Raška-öböl víz alatti részét) valamivel rövidebb, körülbelül 32 km. 

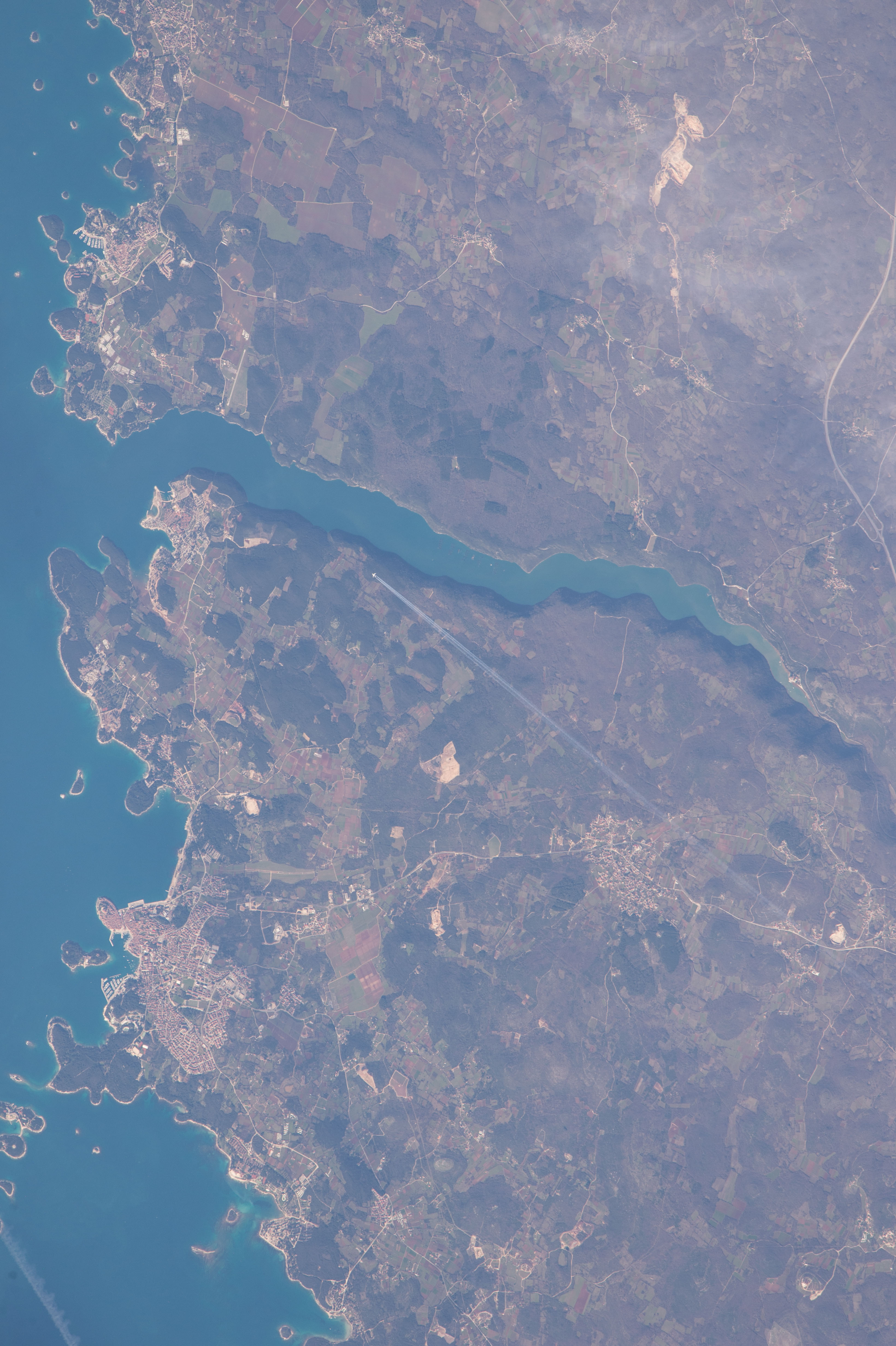
A Lim-öböl képe a levegőből

A völgy kezdetének a legészakibb részét tekintik, mely Beramska vala néven ismert. A Beramska vala egy Beramtól északra fekvő völgy, mintegy 260 méteres tengerszint feletti magasságban. Körülbelül 3 km hosszan húzódik északkelet-délnyugati irányban. Északon és a legnagyobb részén mintegy 800 méter széles, de Beram közelében szélessége mintegy 1000 méterig terjed. Podberamnál a völgy drasztikusan, mintegy 400 méterre szűkül, míg aljzatának magassága 250 méter alá esik. Ezután körülbelül 5 km hosszúságban ugyanabban a szélességben és általános irányban halad északkelet-délnyugati irányban Tinjantól északra körülbelül 1 km-ig. Innen irányt változtat, és délre fordul körülbelül 13 km hosszúságban. A völgy továbbra is keskeny marad, de több szélesebb résszel rendelkezik (Tinjan alatt, valamint Krajcar Breg és Vidulini között mintegy 750 m-re szélesedik). A völgy aljának magassága Tinjan közelében 200 méter alá, Kanfanartól északra pedig 150 m alá esik. A völgy két oldalán fennsík több mint 300 méter magas.
A krétakori rétegekben bekövetkezett tektonikai hasadások és kőzettani változások miatt a geológiai múltban változás következett be a kiterjedés irányában, vagyis a Kanfanar körüli fordulatban. Így Dvigrad felé a szurdok körülbelül 9 km hosszúságban nyugati irányt vesz fel. Kanfanar alatt a szurdok aljának magassága 137 méter, Dvigrad alatt pedig 102 méter. A szurdok széle mentén található köves fennsík ezen a részen körülbelül 200 méter magas. A Dvigrad közelében (kb. 400 m) és az öböltől (kb. 600 m) 1,5 km-re lévő kiszélesedéseken kívül az öböl kezdetéig („Vrh Lima”) mintegy 300 méter széles.
Az öböl víz alatti része a Lim-öböl keleten a Vrh Lim-től (az öböl legkiemelkedőbb keleti pontjától) nyugaton a Sv. Felix-fok - Fujaga-fok vonalig 10 km hosszú, és kis szélessége miatt csatornának tűnik. Vrh Limnél a szurdok szélessége körülbelül 200 méter, majd a Debeljak-foknál kb. 500 méterre, a Kaštela-foknál pedig ismét kb. 700 méterre bővül, és ezt a szélességet a végéig megtartja. Az öböl mélysége fokozatosan növekszik: a Vrh Lim-től 500 méternél 5 méter, 1 kilométernél 10 méter, a Debeljak-foknál található 2 kilométernél 19 méter, a következő 7 kilométernél a Kaštela-foknál az öböl végéig 32 méternél stabilizálódik.

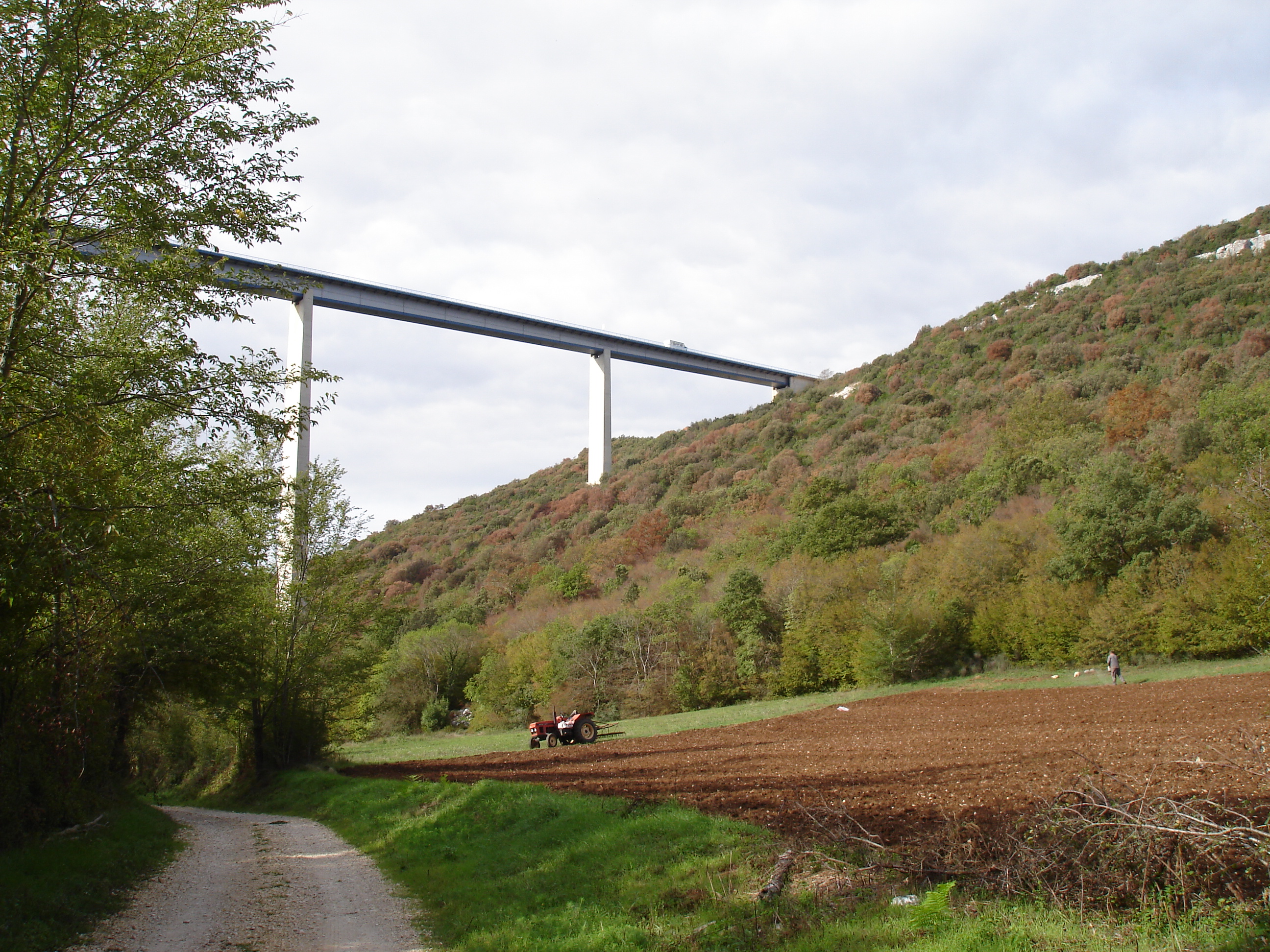
Viadukt a Lim-völgy felett

## Közlekedés
A szurdok elejétől a végéig egyetlen út sem vezet le. A két aszfaltozott út, amely hosszanti irányban halad az alján, a Beramska valában a Čipri - Beram (kb. 3 km), valamint a D75-ös út helyi elágazása mintegy 800 m hosszúságban, amely az öbölben lévő farmokhoz és turisztikai létesítményekhez vezet. A szurdok alján több osztályozatlan út van, de mindegyiknek vannak megszakításai. Ezek többnyire makadám és mezei utak. A legtöbb csak traktorok és terepjárók számára járható. Ezen útvonalak egy részét a kerékpáros turizmus útvonalainak táblázata jelöli.

## Gazdaság
A legfontosabb gazdasági tevékenységek elsősorban a Lim-öbölhöz kapcsolódnak. Ezek a turizmus és a kagylótenyésztés. A szárazföldi részen a gazdaság fejletlen. A kerékpáros turizmust a dvigradi látogatások képviselik. A szurdok majdnem teljes fala parcellázott, de a szántóterület gyengébb minőségű, a mezőgazdaság helyi jelentőségű.

## Vizei
A szurdok felső részén lévő időszakos vízfolyás föld alá merülését, (ami összefügg a krétakori mészkövek meglévő víznyelő zónáival) Tinjantól északra és délre, valamint Kringától délre a térképek jelzik. A vízfolyás az egész szurdokban nagyon ritka, és kizárólag a hosszan tartó csapadék időszakához kapcsolódik. Az öböl tetején az édesvíz források formájában történő földalatti beáramlása miatt a sós víz magas oxigénkoncentrációval és csökkent sótartalommal rendelkezik.

## Fordítás
Ez a szócikk részben vagy egészben  a   Limska draga című horvát Wikipédia-szócikk ezen változatának fordításán alapul.  Az eredeti cikk szerkesztőit annak laptörténete sorolja fel. Ez a jelzés csupán a megfogalmazás eredetét és a szerzői jogokat jelzi, nem szolgál a cikkben szereplő információk forrásmegjelöléseként.